# Сосна виргинская
Сосна виргинская (лат. Pinus virginiana) — североамериканский вид растений рода Сосна (Pinus) семейства Сосновые (Pinaceae).

## Ботаническое описание

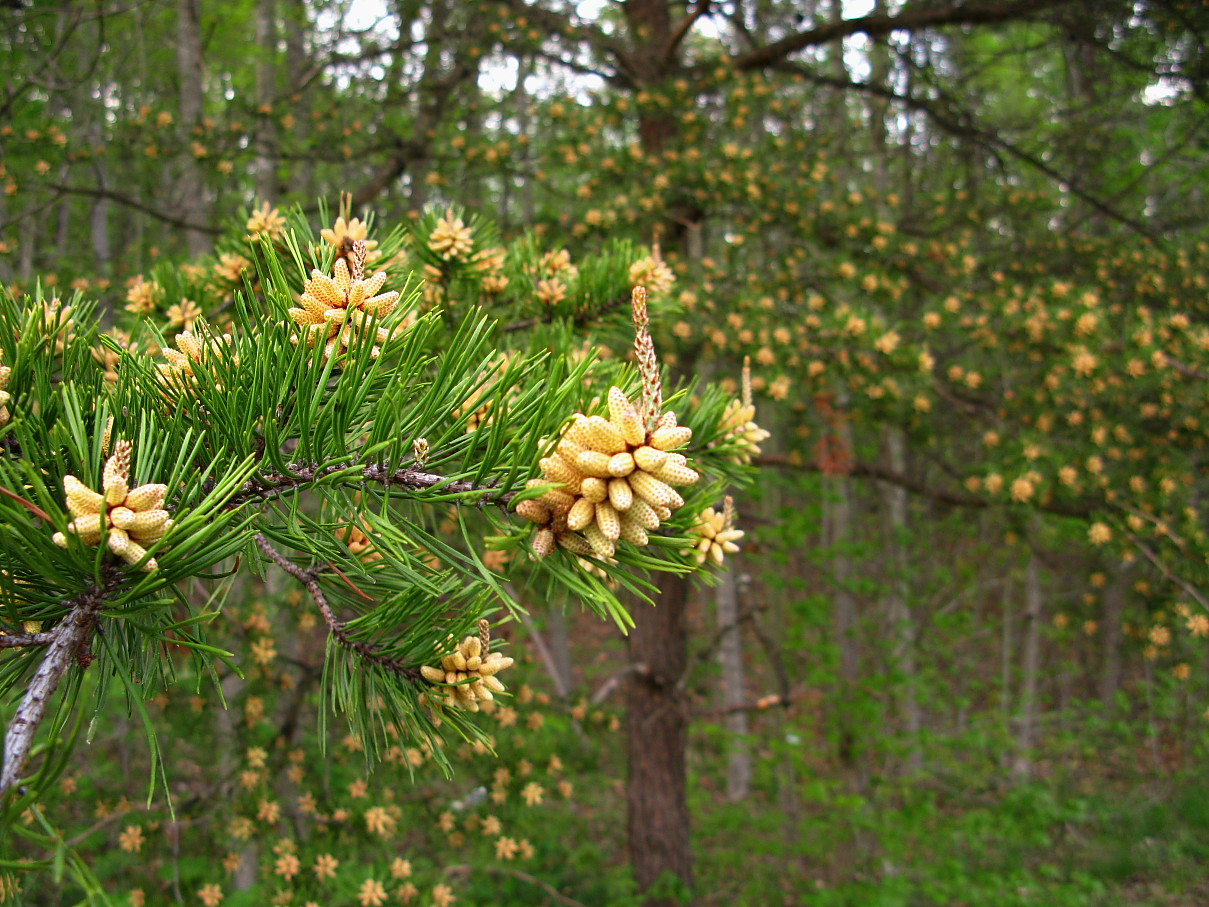
Мужские стробилы

Сосна виргинская — сравнительно небольшое дерево до 18 м в высоту, ствол которого достигает 0,5 м в диаметре, с округлой или неправильной кроной. Кора серо-коричневая, в верхней части ствола красноватая, чешуйчато-бороздчатая. Молодые ветки красноватые или сиреневатые, часто голубовато-матовые, затем темнеющие до красно-коричневых или серых.
Почки красно-коричневые, покрытые смолой или сухие, цилиндрические или яйцевидные, до 1 см.
Хвоя сохраняющаяся на протяжении 3—4 лет. Хвоинки собранные в пучки по 2, до 8 см длиной, прямые, различных оттенков жёлто-зелёного цвета; края хвоинок зазубренные.
Мужские стробилы цилиндрической формы, около 1,5 см длиной, красно-коричневого или жёлтого цвета. Женские стробилы двулетние, опадающие через несколько лет после выбрасывания семян, незрелые — узко-яйцевидные или ланцетовидные, затем раскрывающиеся и становящиеся яйцевидными, красно-коричневого цвета, 3—8 см длиной. Чешуйки жёсткие, с заострённой верхушкой.
Семена обратнояйцевидной формы, 4—7 мм, светло-коричневые, с крылом до 2 см.
Число хромосом — 2n = 24.

## Ареал
Сосна виргинская распространена в восточной части Северной Америки. Северная граница естественного ареала — Пенсильвания и Огайо. На запад ареал Pinus virginiana достигает Теннесси, Кентукки и севера Миссисипи. Южная граница — север Джорджии и Алабамы.

## Таксономия

### Синонимы
- Pinus inops Aiton, 1789, nom. superfl.
- Pinus ruthenica Carrière, 1867, nom. inval.
- Pinus turbinata Bosc ex Loudon, 1842